# Kamgräsfjäril
Kamgräsfjäril, Coenonympha pamphilus, är en fjärilsart som beskrevs av Carl von Linné, 1758. Kamgräsfjäril ingår i släktet Coenonympha och familjen praktfjärilar, Nymphalidae.

## Utseende
Denna fjäril är på ovansidan orange till brunorange. Ytterkanten är brun, på honan i en något ljusare nyans och ibland finns en liten brun fläck i framhörnet av framvingen. Undersidan på framvingen är orange till brunorange med en bredare gråbrun ytterkant. Mot framhörnet finns en svart fläck med vit mittprick och denna fläck är omgiven av en gulvit ring. Sådana fläckar kallas ögonfläckar, och syftet med dem är att skrämma rovdjur som vill äta upp fjärilen. Bakvingens undersida är brun närmast kroppen. Tvärs över vingen finns ett oregelbundet vit-beige band och den yttre delen av vingen är grå och brun, ibland med diffusa bruna fläckar med vit mittpunkt. Vingspannet varierar mellan 24 och 33 millimeter, på olika individer.
Larven är grön med en gul sidolinje och smala mörkare gröna rygglinjer. Den blir upp till 20 millimeter lång.

## Bildgalleri

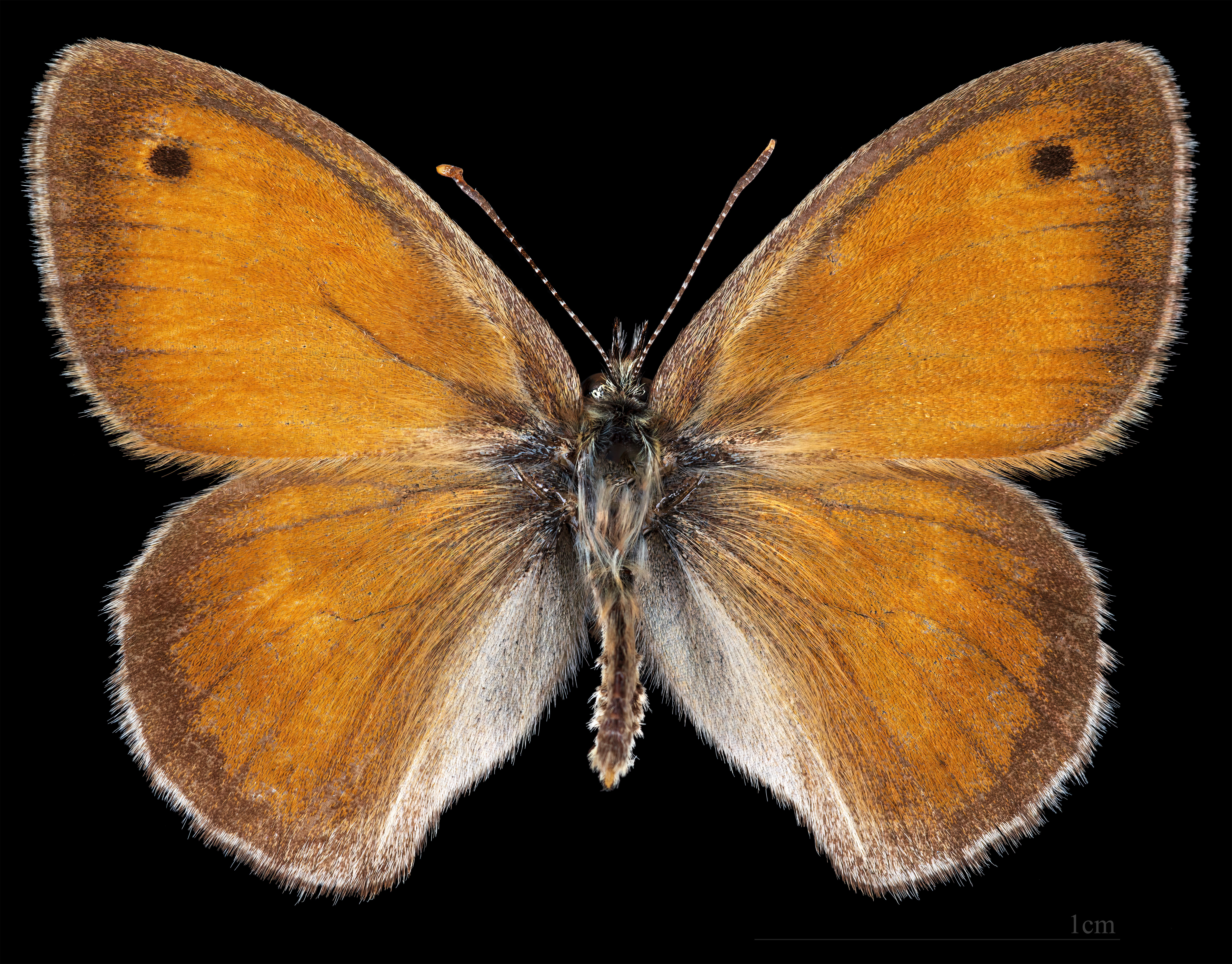
Imago hane ovansida.
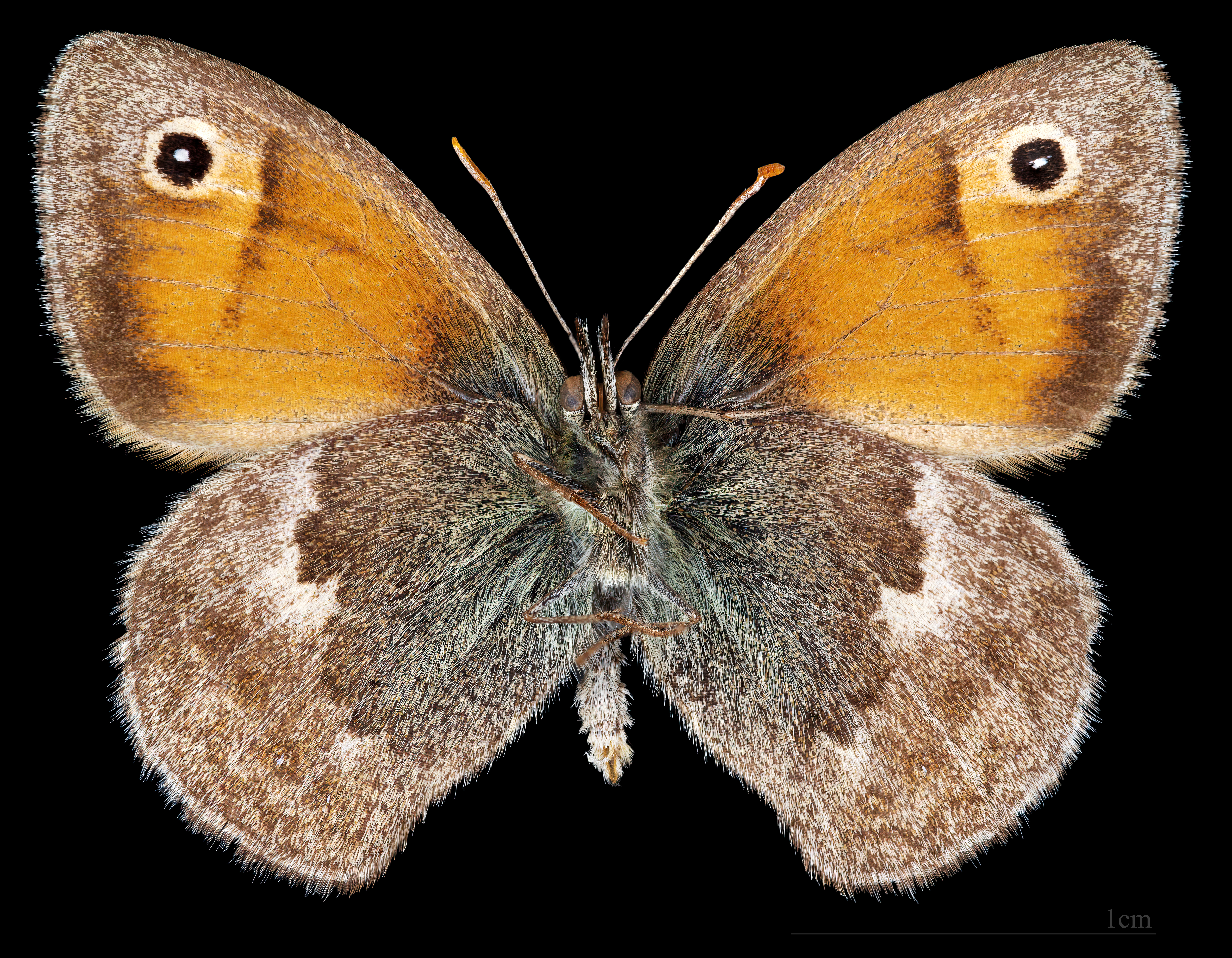
Imago hane undersida

## Levnadssätt
Värdväxter, de växter larven lever på och äter av, är olika gräs, bland annat arter i svingelsläktet, gröesläktet och skaftingsläktet.
Flygtiden, den period när fjärilen är fullvuxen, imago, infaller i maj-september och ofta i flera generationer. Kamgräsfjärilens habitat, den miljö den finns i, är torrare marker där det finns gräs till exempel ängar.

## Utbredning
Kamgräsfjärilen finns i stora delar av den palearktiska regionen. I Norden finns den i Danmark, i hela Sverige utom i fjällen, i hela Finland utom längst i norr samt i södra halvan av Norge. Den är en av Sveriges vanligaste dagfjärilar.